# Denticulobasis
Denticulobasis – rodzaj ważek z rodziny łątkowatych (Coenagrionidae). Utworzył go Angelo B.M. Machado w 2009 roku, zaliczając doń trzy nowo opisane przez siebie gatunki, zamieszkujące Amazonię.
Do rodzaju należą następujące gatunki:
- Denticulobasis ariken Machado, 2009
- Denticulobasis dunklei Machado, 2009
- Denticulobasis garrisoni Machado, 2009